# حزب جبهة الإصلاح (تونس)
حزب جبهة الإصلاح هو حزب سياسي تونسي وأول حزب في البلاد ذو توجه اسلامي، إذ تأسس في 2012 بعد الثورة التونسية.على الرغم من ترخيص حزب العدال والتنمية منذ ذلك الحين. يدعو الحزب إلى إلغاء مجلة الأحوال الشخصية التونسية .

## الرؤساء
- 2012 - 2015: محمد خوجة
- منذ 2015: رشيد الترخاني

## القيادات
- رئيس مجلس الشورى: رفيق العوني (منذ سبتمبر 2014)
- رئيس المكتب التنفيذي: ناجح الغالمي.
  - رشيد الترخاني (يونيو 2013 - أبريل 2015).
- رئيس المكتب السياسي: زياد العيساوي
  - نبيل مخلوف (2012 - 2015).
- رئيس مكتب العلاقات: فؤاد بن صالح.
- رئيس الهيئة التأسيسية: عبد اللطيف العود.
- الناطق الرسمي: رفيق العوني.
  - صلاح البوعزيزي (2012 - 9 يونيو 2013).

## الملتقيات والمؤتمرات
أقيم الملتقى الأول لحزب جبهة الإصلاح تحت عنوان «الشريعة مسارنا والإصلاح خيارنا» في 8 يوليو 2012 في قصر المؤتمرات في تونس العاصمة.

عقدت جبهة الإصلاح مؤتمرها العام الأول في بداية سبتمبر 2014 تحت عنوان «من أجل تثبيت المسار».

## مقالات ذات صلة
- قائمة الأحزاب السياسية في تونس

## وصلات خارجية
- الصفحة الرسمية للجبهة على الفيسبوك.